# 玻瑞阿斯山
77°29′S 161°7′E / 77.483°S 161.117°E
玻瑞阿斯山（Mount Boreas），是南極洲的山峰，位於維多利亞地，處於埃俄羅斯山和狄多山之間，屬於奧林匹斯山脈的一部分，海拔高度2,180米，由威靈頓維多利亞大學命名，現時由南極條約體系管理。